# Kościół Mensa Christi w Nazarecie
Kościół Mensa Christi w Nazarecie – nieczynny kościół rzymskokatolicki położony w mieście Nazaret, na północy Izraela.

## Historia

### Tradycja chrześcijańska
Według tradycji chrześcijańskiej w Kościele Mensa Christi w Nazarecie znajduje się kamienny stół, na którym miał Jezus Chrystus spożywać posiłek ze swoimi uczniami po zmartwychwstaniu. Zdarzenie to jest utożsamiane ze wydarzeniem opisanym w Nowym Testamencie.

### Historia budowli
W drugiej połowie XVIII wieku franciszkanie z Kustodii Ziemi Świętej weszli w posiadanie tutejszej ziemi, na której wybudowali kaplicę. W 1861 roku na jej miejscu wybudowano niewielki kościół. Władze izraelskie sfinansowały jego renowację na Wielki Jubileusz Roku 2000. W ramach tego projektu przywrócono dawny wygląd kopuły kościoła oraz odnowiono freski w jego wnętrzu.

### Nazwa
Łacińska nazwa kościoła "Mensa Christi" oznacza "Stół Chrystusa", i odnosi się do kamiennego stołu, który według tradycji miał służyć Chrystusowi i apostołom.

## Opis budowli
Kościół Mensa Christi jest niewielką świątynią wzniesioną na planie kwadratu. Budowla jest przykryta pomalowaną na czerwono kopułą, ponad którą wznosi się krzyż. Kopuła spoczywa na zewnętrznej ośmiokątnej loggi, którą wspierają cztery łuki. W bocznych ścianach umieszczono cztery ośmiokątne okna, przez które światło przenika do wnętrza świątyni. W ścianie frontowej znajdują się drewniane drzwi wejściowe, ponad którymi umieszczono wyryte w kamieniu symbole zakonu franciszkanów i Kustodii Ziemi Świętej. Wewnątrz kościoła prawie nie ma mebli. Najważniejszym elementem wnętrza jest duży wapienny stół. Na tylnej ścianie znajduje się ołtarz. Ściany ozdobiono czerwonymi płytami marmurowymi oraz freskami włoskiego malarza Mango di Leonardo przedstawiającymi motywy roślinne.

## Turystyka
Kościół jest nieczynny i z tego powodu pozostaje zamknięty. Aby go zwiedzić należy zwrócić się do mieszkańców sąsiednich domów o udostępnienie kluczy.